# Jacek Bazański
Jacek Andrzej Bazański (ur. 11 sierpnia 1958 w Warszawie) – polski dyplomata. Ambasador RP w Kenii (2018–2023) oraz Argentynie (2010–2015).

## Życiorys
Ukończył romanistykę na Uniwersytecie Warszawskim w 1982. W 1984 został tłumaczem przysięgłym języka francuskiego. Skończył kursy służby dyplomatycznej i konsularnej oraz kursy ekonomiczne w Krajowej Szkole Administracji Publicznej.
Karierę w Ministerstwie Spraw Zagranicznych zaczął bezpośrednio po ukończeniu studiów od stopnia referendarza, pracując m.in. w biurze tłumaczy, protokole dyplomatycznym w Departamencie Azji, Australii i Oceanii, jako dyrektor Departamentu Europy Zachodniej i Północnej oraz Inspektoratu Służby Zagranicznej. Pracował na placówkach w Kinszasie, Paryżu, Hadze (jako zastępca ambasadora) oraz Rzymie. W latach 2010–2015 był ambasadorem w Argentynie, akredytowanym także w Urugwaju i Paragwaju. Od 2018 jest ambasadorem w Kenii z akredytacją na Madagaskar, Mauritius, Seszele, Ugandę oraz Somalię. Listy uwierzytelniające na ręce prezydenta Kenii Uhuru Kenyatty złożył 4 maja 2018. Odwołany został ze skutkiem na 31 marca 2023.
Żonaty, ojciec trojga dzieci. Zna języki angielski, francuski, hiszpański oraz włoski.